# دوری گتسی
دوری گتسی (ایتالیایی: Dori Ghezzi؛ زادهٔ ۳۰ مارس ۱۹۴۶) خواننده اهل ایتالیا است. وی بین سال‌های ۱۹۶۶ تا ۱۹۸۹ میلادی فعالیت می‌کرد.
از فیلم‌هایی که وی در آن‌ها نقش داشته‌است، می‌توان به شیاطین بال‌دار اشاره نمود.